# Ту-244
Ту-244 — скасований радянський проект перспективного далекомагістрального надзвукового пасажирського літака другого покоління ОКБ Туполєва. Відмінності від Ту-144
Головна відмінність конструкції Ту-244 від свого прототипу - відсутність носа, що відхиляється вниз, характерного для Ту-144. Засклення кабіни мінімальне. Передбачається, що для огляду в процесі польоту цього буде достатньо, а для того, щоб проводити злітно-посадкові операції, буде використовуватися система оптико-електронного огляду, що діє в будь-яких метеорологічних умовах.